# August Otto von Grote (Politiker)
August Otto Graf Grote (* 19. November 1747 in Celle; † 24. März 1830 in Hamburg) war ein königlich preußischer Minister und Diplomat.

## Leben

### Familie
August Otto Graf Grote entstammte dem alten lüneburgischen Adelsgeschlecht Grote. Die Familie erhielt im Jahre 1689 von Kaiser Leopold I. den Reichsfreiherrenstand. Sein Vater Otto Freiherr von Grote (* 13. November 1709; † 22. August 1771) wurde königlich britischer und kurfürstlich hannoverischer Generalleutnant. Er heiratete 1747 Magarete Wilhelmine (* 1709; † 26. April 1768), verwitwete Freifrau von Grote und geborene von der Lieth, die Mutter von August Otto.

### Beruflicher Werdegang
Grote besuchte zunächst bis 1763 die Ritterakademie zu Lüneburg und später die Universitäten in Göttingen und Straßburg. 1768 trat er als Drost in hannoverische Dienste. Schon im folgenden Jahre wurde er zum Kriegsrat ernannt und 1772 zum Kammerherren. Er unternahm eine längere Reise durch Deutschland, Italien, Frankreich und England, wobei er in Berlin Friedrich dem Großen vorgestellt wurde. 1775 ließ er sich in Hamburg nieder und erhielt 1776 seine Ernennung zum kurkölnischen und bischöflich münsterischen Wirklichen Geheimen Rat und bevollmächtigten Minister im niedersächsischen Kreis.
Nach dem Reichsdeputationshauptschluss und der Säkularisation Kölns trat Grote in preußische Dienste und wurde 1804 außerordentlicher Gesandter und bevollmächtigter Minister im niederdeutschen Kreis. 1806 erhielt das Prädikat Exzellenz. Nach der Besetzung Hamburgs durch französische Truppen im Jahre 1806 begab er sich als akkreditierter Minister für das Herzogtum Holstein nach Altona, ging aber 1807, nach dem Tilsiter Frieden, wieder nach Hamburg. Für seine Verdienste wurde er vom preußischen König Friedrich Wilhelm III. am 1. September 1809 in den erblichen Grafenstand erhoben. Er gehörte 1810 zum Trauerzug, der die verstorbene preußische Königin Luise von Hohenzieritz nach Charlottenburg geleitete. Der König ernannte ihn daraufhin zum Grand-Maitre de la Garderobe.
Als Hamburg von Napoleon dem französischen Kaiserreich angegliedert wurde, ging Grote nach Berlin, kehrte aber 1812 als Generalkommissar bei den damaligen Departements der Elbe, Weser und Ems zu seinem früheren Wohnsitz zurück unter gleichzeitiger Beibehaltung seiner früheren preußischen, sowie der ihm seit kurzer Zeit ebenfalls übertragenen mecklenburgischen Gesandtschaft. Durch seine Intervention zu Gunsten einer Anzahl französischer Kriegsgefangener rettete er das Leben und Vermögen von mehreren tausend Hannoveranern, die als Erwiderung des von ihm veranlassten humanen Vorgehens der russischen Militärbehörde von den Franzosen freigelassen wurden. Während der zweiten Besetzung Hamburgs durch die Franzosen begab er sich nach Rostock an den mecklenburgischen Hof, kehrte jedoch noch vor dem Abzuge der französischen Truppen im Mai 1814 nach Hamburg zurück. Seine großen Verdienste während der Zeit der politischen Wirren, wurden durch Verleihung des Eisernen Kreuzes und 1815 mit der Verleihung des Großkreuzes des Guelphenordens gewürdigt.
Unter großer Anteilnahme beging er 1818 sein 50-jähriges Dienstjubiläum und 1826 die seltene Jubiläumsfeier einer 50-jährigen Residenz in Hamburg. Der preußische König ehrte ihn am 15. November 1826 mit der Verleihung des Schwarzen Adlerordens, der höchsten Auszeichnung des Königreiches Preußen. Gleichzeitig erhielt er vom Hamburger Senat das Ehrenbürgerrecht der Stadt. August Otto Graf von Grote starb am 24. März 1830, im Alter von 82 Jahren, in Hamburg.

### Ehen und Nachkommen
August Otto heiratete in erster Ehe 1768 Sophie Margarete Charlotte von Münchhausen (* 8. Mai 1747; † 12. Dezember 1825). Die Ehe wurde 1772 geschieden. Aus der Verbindung gingen ein Sohn und eine Tochter hervor. Die Tochter Friederike Gräfin von Grote (* 28. April 1771; † 16. März 1855) heiratete 1790 den Verwaltungsjuristen Ludolph Friedrich von Laffert und nach dessen Tod den Kanzleidirektor Ludolf Maximilian von Avemann. Ihr Bruder Adolf Christian Börries Otto Graf Grote (* 3. Mai 1769; † 30. Dezember 1841), der einzige Sohn von August Otto, wurde königlich hannoverischer Kammerherr, Landrat und außerordentlicher Gesandter in Paris.
In zweiter Ehe heiratete August Otto 1800 Charlotte Auguste von Hahn (* 8. Oktober 1782; † 22. Dezember 1844). Aus dieser Ehe ging eine Tochter Charlotte Gräfin Grote (* 25. März 1801; † 24. Februar 1878) hervor. Sie heiratete 1825 den königlich hannoverischen Generalmajor Bernhard von Bothmer (1783–1868).